# Drew Snyder
Drew Snyder est un acteur américain né le 25 septembre 1946 à Buffalo dans l'État de New York.

## Filmographie

### Cinéma
- 1981 : Les Yeux de la terreur : Vincent Millett
- 1982 : Un justicier dans la ville 2 : Député Hawkins
- 1982 : Richard II : Groom
- 1983 : Wargames : Ayers
- 1983 : Space Raiders : Aldebarian
- 1984 : Au cœur de l'enfer (Purple Hearts) : Lieutenant Colonel Larimore
- 1984 : Firestarter (Charlie au Québec) : Orville Jamieson
- 1985 : Le Jeu du faucon : l'interrogateur du FBI
- 1985 : Commando : Lawson
- 1987 : Le Secret de mon succès : Burst Foster
- 1991 : No Secrets : le chauffeur
- 1991 : Project Eliminator : l'agent du FBI Willis
- 1991 : Passeport pour le futur : Albert
- 1992 : Dance with Death : Hopper
- 1992 : Universal Soldier : Charles
- 1993 : Quand l'esprit vient aux femmes : Dorn
- 1993 : Snapdragon : le coroner
- 1994 : L'Insigne de la honte (The Glass Shield) : le shérif
- 1995 : Separate Lives : Robert Porter
- 1995 : Jade : le directeur
- 1995 : Nixon : le modérateur
- 1996 : Le Fan : Burrows
- 1998 : Ground Control : David
- 1999 : Sexe Intentions : Hargrove
- 2000 : The Operator : Richard Blackburn
- 2000 : Les Âmes perdues : le médecin
- 2001 : La Prison de verre : M. Morgan
- 2002 : Hokum County Homicide : George Reynolds
- 2002 : Disparition programmée : Riley
- 2010 : Zombie Bankers : Carson
- 2015 : Ovation : l'invité à la fête
- 2018 : What's Your Number : Yishai

### Télévision

#### Séries télévisées
- 1951 : Love of Life : Dr Dan Phillips
- 1977 : Kojak : Stuart Bayliss (1 épisode)
- 1979 : Mme Columbo : Randy Willard et un policier (3 épisodes)
- 1979 : L'Incroyable Hulk : Croft (1 épisode)
- 1980 : B.J. and the Bear : Lieutenant Landau (1 épisode)
- 1980-1988 : ABC Afterschool Special : plusieurs personnages (2 épisodes)
- 1981 : Lou Grant : Kirkwood (1 épisode)
- 1981 : Chips : Joshua (1 épisode)
- 1982 : Another World : Sam Egan (1 épisode)
- 1982 : Magnum : Jack Curry (1 épisode)
- 1982 : Tucker's Witch : Bob Lincoln (1 épisode)
- 1984 : Emerald Point N.A.S. : Malcolm Endicott (4 épisodes)
- 1984 : Capitaine Furillo : Hit Man (1 épisode)
- 1984 : E/R : Jim Leahy (1 épisode)
- 1985 : Dynastie : Hank Lowther (1 épisode)
- 1986 : Quoi de neuf docteur ?
- 1986 : Ryan's Hope : Harlan Ransome (1 épisode)
- 1990 : Alerte à Malibu : Jack Burton (1 épisode)
- 1990 : 21 Jump Street : M. Van Every (1 épisode)
- 1990 : Glory Days : Dick (1 épisode)
- 1992 : La loi est la loi : Peter Stewart (2 épisodes)
- 1992 : L'As de la crime : Phil Weldon (1 épisode)
- 1992 : Corky, un adolescent pas comme les autres : Bill Swanson (5 épisodes)
- 1994 : Matlock : Arthur Phillips (1 épisode)
- 1994 : Jeux défendus : Alex Saunders
- 1996 : Diagnostic : Meurtre : Père Bosley (1 épisode)
- 1997 : Dark Skies : L'Impossible Vérité : Gerald Ford (1 épisode)
- 1997 : Jeux d'espions : Frank Kolleeny (1 épisode)
- 1997 : New York, police judiciaire : Frank Cooper (1 épisode)
- 1997 : JAG : le juge (1 épisode)
- 1997-1999 : Pensacola : Général Dale Cassidy et Tomlin (2 épisodes)
- 1999 : Urgences : M. Drane (1 épisode)
- 1999 : Les Anges du bonheur : Doug Randolph (1 épisode)
- 1999 : The Practice : Bobby Donnell et Associés : ADA Thompson (1 épisode)
- 1999 : Ally McBeal : Hughes (1 épisode)
- 2000 : Amy : Bill Cassidy (1 épisode)
- 2000 : New York Police Blues : Oscar Webb (1 épisode)
- 2000 : 7 à la maison : Jack Connelly (1 épisode)
- 2005 : Cold Case : Affaires classées : Billy Jones en 2005 (1 épisode)
- 2015 : American Horror Story : le télévangeliste (3 épisodes)
- 2016 : Code Black : Arlo (1 épisode)

#### Téléfilms
- 1980 : Une femme libérée (The Women's Room) de Glenn Jordan : Carl
- 1982 : The Gift of Life de Jerry London : Ronnie
- 1985 : Izzy & Moe de Jackie Cooper : Agent McCoy
- 1985 : La griffe de l'assassin (Badge of the Assassin) de Mel Damski : Inspector McCoy
- 1986 : A Fight for Jenny de Gilbert Moses : Ben Wilkes
- 1990 : Parker Kane de Steve Perry : Lt. Dunbar Fisk
- 1994 : Jeux défendus (Blindfold: Acts of Obsession) de Lawrence L. Simeone : Alex Saunders
- 1994 : Abus de pouvoir (Breach of Conduct) de Tim Matheson : Sheriff
- 1995 : The Avenging Angel de Craig R. Baxley : Will Heaton
- 1998 : The Pentagon Wars de Richard Benjamin : Admiral Morehouse
- 1998 : Inferno : La grande canicule (Inferno) de Ian Barry : Mayor Devlin
- 1998 : Une âme sans repos (Rag and Bone) de James D. Parriott : Councilman Roykin
- 2000 : Le choix du retour (Going Home) de Ian Barry : Mr Carlson
- 2019 : Chalet pour deux (The Christmas Cabin) de Dustin J. Robison : Mr Gatly
- 2020 : Ado, riche et enceinte (Young, Stalked, and Pregnant) de Robert Malenfant : Burt